# بوب لارسن
بوب لارسن (بالإنجليزية: Bob Larsen)‏ هو مدرب رياضي أمريكي، ولد في 23 يناير 1939 في سان دييغو في الولايات المتحدة.